# 프라모델

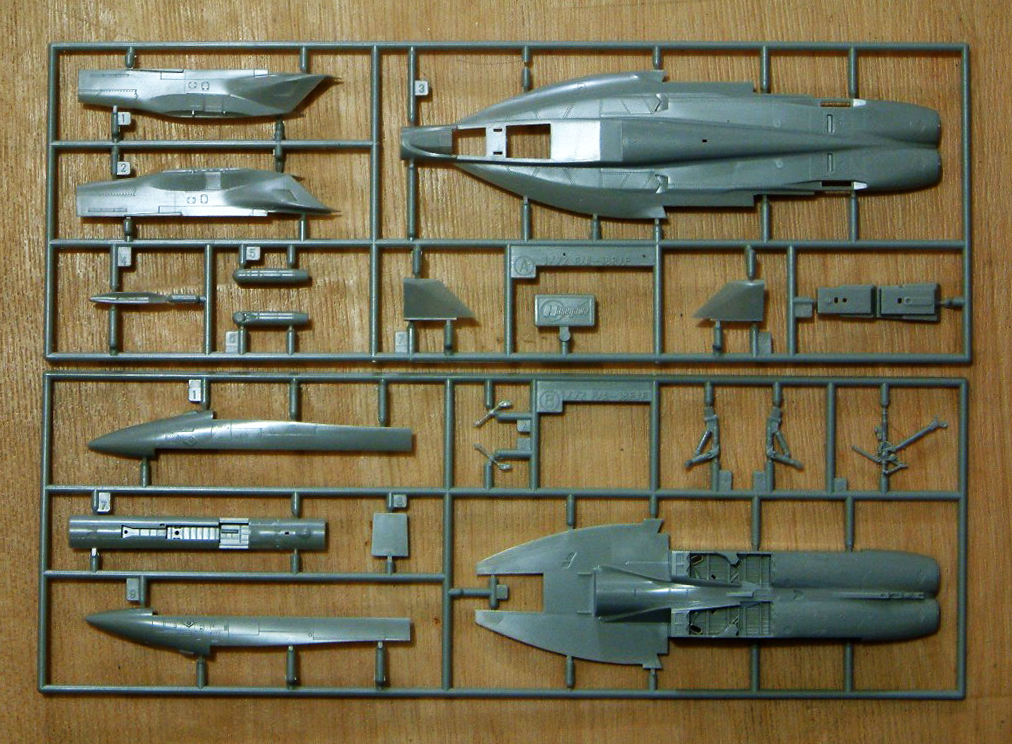
프라모델 중 하나인 F/A-18 전투기 프라모델 중 하나의 조립 키트.

조립식 장난감(組立式 - ) 또는 플라스틱 모델(plastic model) 혹은 대중적으로 프라모델(일본어: プラモデル 플라모델[*])은 플라스틱 재질의 축적 모형이자 완구의 일종으로, '조립식 키트'라 불리는 플라스틱제의 부품과 조립을 위한 설명서, 혹은 완제품 형태로 판매되고 있다.
원래는 영국군의 차량 식별 교육용으로 고안된 것으로, 이것이 점차 오락의 대상으로 정착된 것이다. 또한 조립식 장난감의 완성품이 실제와 흡사할수록 가치가 높다고 여긴다.
정식 이름은 '플라스틱 모델'이나, 일본에서 쓰이기 시작한 일본어식 영어 '프라모델'이란 이름으로도 일컫는다. 참고로 '프라모델'은 일본 프라모델 공업 협동조합이 소유하고 있는, 플라스틱 재질의 모형 등의 지정상품의 이름으로 등록된 등록상표이기도 하다.
프라모델의 종류로는 인물, 건물, 자동차, 비행기, 배, 철도, 총, 캐릭터, 군사, 로봇, 미래, 지형지물 등이 있다.
현재 프라모델 회사 중 활발하게 제품을 출시하고 있는 회사로는 일본의 타미야, 대한민국의 아카데미과학, 중국의 드래곤 모델, 홍콩의 타콤, 미국의 레벨 등이 있다.

## 역사
첫 번째 프라모델은 1936년이 거의 끝나갈 즈음에 영국 IMA사의 'Frog'이라는 모형 브랜드에서 탄생했다. 
영국에서 차량 식별 교육용으로 쓰이는 플라스틱 모형의 제조 기술을 응용한 것으로, 이 브랜드에서 생산된 1/72스케일의 프라모델은 '펭귄'이라고 불렸다(모형 비행기라 날지 못하는 것을 펭귄에 비유한 것이다). 
이후, 1940년대 후반에 Hawk, Vareny, Empire, Renwal, Lindengerg 같은 미국 회사들이 프라모델을 생산하기 시작했다. 
매년 자동차 딜러들을 위해 새로운 자동차 모형을 생산했었던 미국의 모형 회사들은(비록 사출 금형을 매년 업그레이드하는데 적지 않은 비용이 들어갔지만) 자동차의 프로모션에 사용되었던 자동차 모형을 조립하지 않은 채로 프라모델 제작을 취미로 가진 사람들에게 판매해 수익을 창출하는 방법을 고안해 냈다. 
이러한 취지로 탄생한 미조립 제품의 초기 모델들은 눈에 잘 보이는 곳에 나사못이 박혀있을 뿐만이 아니라 엔진도 없고 샤시도 생략되는 등 요즘 프라모델의 디테일보다 많이 떨어졌지만, 얼마 안 가서 초기 제품에 비해 생산량이 압도적으로 증가하기 시작했고, 세부적인 디테일 등도 시장의 요구에 충족되도록 향상되었다.
많은 제조사들이 1950년대에 프라모델 생산을 시작했고, 1960년대에는 Aurora, Revell, AMT, Monogram, Airfix, Heller 등의 회사들이 시장을 점령하고, Matchbox (영국), Italeri, ESCI, Nowo, Fujimi, Nichimo and Bandai같은 회사들이 경쟁에 합류했다.
1960년, Tamiya는 1/100스케일의 항공기들을 생산하기 시작했다.Boeing B-52 Stratofortress, McDonnell Douglas F-4 Phantom II, North American F-86 Sabre, Dassault Mirage III, Grumman A-6 Intruder, LTV A-7 Corsair II 같은 유명한 기체들을 만들었음에도 불구하고 실패하게 되고, 1/100스케일의 항공기 생산을 중단하기에 이르렀지만, 2004년에 그것들 중 일부가 재조명되었다.
1970대부터는, Hasegawa 와 Tamiya, Bandai
같은 일본 기업들이, 그리고 1990년대 이후에는 DML(Dragon Model Limited), AFV Club하고Trumpeter 같은 중화권 기업들이 시장을 점령하고 그들의 최신 기술을 반영하고 있다. 
러시아의 기업들, 유럽의 기업들, 한국기업(아카데미과학)들이 최근 주목받고 있다. 
또한 많은 중/소기업들도 현재까지 계속 프라모델을 생산하고 있다.

## 제작 방법

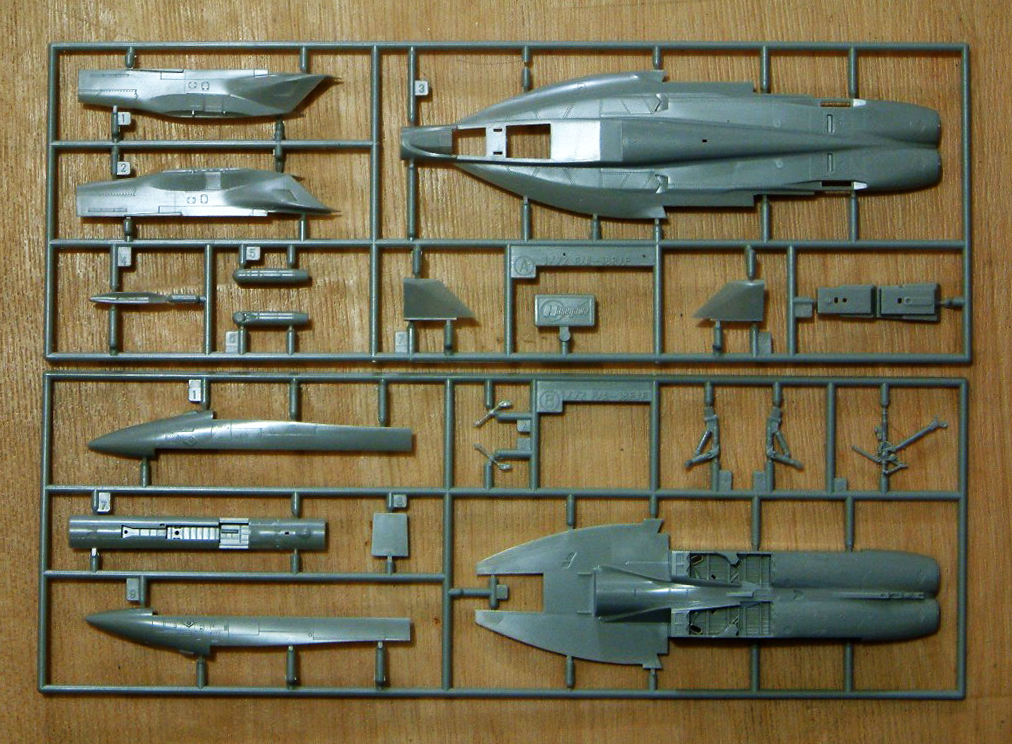
조립이 되어 있지 않은 런너 상태의 하세가와 1/72 F-18E의 부품이다.

니퍼를 이용해 프라모델에 들어있는 런너로부터 부품을 잘라 내고, 설명서에 따라서 부품을 접착하거나 끼워 맞추면서 조립한다.  
안테나는 촛불이나 라이터를 사용하여 런너를 살짝 녹여 앏고 길게 늘여 자작하는 것이 가능하다. 
조립이 완료되면 데칼이나 스티커를 부착하거나 에나멜을 사용하여 도색을 하기도 한다. 
프라모델은 제작 과정을 즐길 수도 있고, 한 상황을 미니어처로 재현하여 디오라마를 만들 수도 있다.
그 프라모델의 사진을 찍거나, 프라모델에서 원래 재현되어있던 형식을 다른 형식으로 개조하거나, 시리즈로 모아 진열 하는 등의 다양한 방법으로 즐길 수있다.

## 장르
- Aero(민간항공기, 전투기 등)
- Ship(군용 함선과 민간용 모두 포함)
- Auto(경주용 차, 일반 차량, 모터사이클 포함)
- AFV(탱크, 장갑차와 같은 전투용 무장 차량)
- Gundam(건담 프라모델)
- Figure(군인, 민간인, 애니메이션 캐릭터 포함)
- S.F.(공상과학을 주제로 하는 모든것 포함)이 외에도 우주탐사선, 인공위성, 건물, 동물, 로봇 등 다양한 장르가 있다.
- 군용으로 쓰이는 것들을 모형화한 장르를 Military models(밀리터리)장르라고 통칭하기도 한다.
- 군용을 제외한(축척이 정해진) 모든 모형을 Scale models(스케일 모형)라고 통칭하기도 한다.
- 일반적으로 AFV, Ship, Aero 모델러들은 모형을 실제와 같이 정교하게 재현하는 것을 중요하게 생각하고, Auto, SF 모델러들은 실존하는 원형(자동차 등)과 흡사하게 만들거나, 가상의 제재(S.F.등)를 만드는 것을 중요하게 여기기도 한다.

## 같이 보기
- 건프라
- 디오라마
- 미니어처
- 피겨
- 액션피겨
- 모형
- 키덜트